# 제27회 일본 참의원 의원 통상선거
제27회 일본 참의원 의원 통상선거(일본어: 第27回参議院議員通常選挙)는 일본에서 2025년 7월 20일에 실시된 참의원 선거이다. 이번 선거에서 국회 참의원 의원 248명 중 124명이 6년 임기로 선출된다.
이번 선거는 이시바 시게루가 2024년 9월 집권 여당인 자유민주당(자민당) 총재 선거에서 승리한 후 총리로 일본을 통치한 지 약 10개월 만에 치러진다. 이시바는 총리가 된 직후 10월 27일 중의원 해산 총선거를 발표했고, 그 결과 자민당은 2009년 이후 처음으로 과반 의석을 상실했다. 2024년 11월부터 이시바는 소수 정부의 지도자로서 야당의 지지 없이는 법안과 예산 합의를 통과시키는 데 어려움을 겪었다. 자민당에 대한 불만이 커지고 이시바가 중의원 의원에게 친목회에서 각각 10만엔 상당의 상품권을 지급한 스캔들이 터지면서 지지율이 떨어졌다. 동시에 야당은 선거에서 자민당의 과반 의석을 저지하기 위해 연합을 시도했으며, 특히 입헌민주당과 일본유신회는 여러 현에서 "야당 예비선거"를 개최할 계획을 세웠다.
선거운동은 7월 3일에 시작되었으며, 총 518명의 후보자가 출마했다. 17일간의 선거운동 기간 동안 물가 상승에 대한 대책이 주요 쟁점이 되었다.
선거 결과, 여당은 자유민주당이 개선의석보다 18석 줄어든 39석을 획득했고 공명당 또한 6석 줄어든 14석을 획득해 총 139석으로 자공 과반이 붕괴되었다.
야당은 입헌민주당이 의석 변화 없이 22석을 획득했고 일본유신회는 2석이 늘어난 8석을 획득했다.

## 선거 체계
참의원 선거는 3년마다 실시된다. 참의원은 6년 임기로 절반의 의석이 매 선거에서 선출된다. 2025년에 선거에 나설 참의원은 2019년에 마지막으로 선출되었다.
중의원 선거와 유사하게 참의원 선거는 병립형 투표를 통해 치러진다. 이번 선거에서 선출되는 124명의 참의원 중 74명은 일본의 각 현에 해당하는 단일 선거구(1인구) 또는 다인 선거구(다인구)에서 각각 최다 득표자 선출 제도(FPTP)를 통해 단일 선거구에서, 단기 비이양식 투표 제도(SNTV)를 통해 다인 현 선거구에서 선출된다. 나머지 50명의 참의원은 전국 단일선거구에서 개방형 명부 정당 비례대표제를 통해 동트 방식으로 선출된다. 각 현 선거구는 매 선거마다 최소 1명의 참의원을 선출하며, 이는 각 선거구가 총 최소 2명의 참의원을 뽑는다는 것을 의미한다. 각 현 선거구에 할당되는 참의원의 수는 인구에 따라 결정된다. 예를 들어, 도쿄는 총 12명의 참의원을 보유하며 매 선거마다 6명이 선출된다. 일부 현은 1표의 가치 불균형을 시정하기 위해 하나의 선거구로 "통합"된다는 점도 주목해야 한다. 2016년부터 돗토리현과 시마네현, 도쿠시마현과 고치현은 각각 하나의 선거구로 통합되었다. 유권자는 비례 선거에서 특정 후보에게 선호 투표를 할 수 있지만, 2018년부터 정당은 가장 많은 표를 얻은 후보보다 특정 후보를 우선적으로 할당된 의석을 받도록 우선순위를 정할 수 있다. 비례 의석 할당을 위해 정당이 충족해야 하는 선거 문턱은 없다.

### 선거 의석
도쿄도 선거구의 경우 이번 선거에서 선출하지 않는 "비개선 의석"의 결원 1석(보궐선거와 같이 치룸. 임기 3년)을 포함해 총 7석을 선출한다. 이에 따라 선거구에서 74+1석을, 비례에서 50석으로 총 125석을 선출한다.
| 홋카이도 3 아오모리 1 이와테 1 미야기 1 아키타 1 야마가타 1 후쿠시마 1 이바라키 2 도치기 1 군마 1 사이타마 4 지바 3 도쿄 6+1 가나가와 4 니가타 1 도야마 1 이시카와 1 후쿠이 1 야마나시 1 나가노 1 기후 1 시즈오카 2 아이치 4 미에 1 시가 1 교토 2 오사카 4 효고 3 나라 1 와카야마 1 돗토리·시마네 1 오카야마 1 히로시마 2 야마구치 1 도쿠시마·고치 1 가가와 1 에히메 1 후쿠오카 3 사가 1 나가사키 1 구마모토 1 오이타 1 미야자키 1 가고시마 1 오키나와 1 |

## 참여 정당
| 정당 | 정당            | 대표                              | 이념                          | 의석      | 의석      | 지위          |
| 정당 | 정당            | 대표                              | 이념                          | 지난 선거 | 선거 이전 | 지위          |
| ---- | --------------- | --------------------------------- | ----------------------------- | --------- | --------- | ------------- |
|      | 자유민주당      | 이시바 시게루                     | 보수주의 일본 민족주의        | 119 / 248 | 115 / 248 | 연립정부 여당 |
|      | 입헌민주당      | 노다 요시히코                     | 자유주의                      | 39 / 248  | 38 / 248  | 야당          |
|      | 공명당          | 사이토 데쓰오                     | 불교 민주주의 사회보수주의    | 27 / 248  | 27 / 248  | 연립정부 여당 |
|      | 일본유신회      | 요시무라 히로후미 마에하라 세이지 | 우익 포퓰리즘 경제적 자유주의 | 21 / 248  | 20 / 248  | 야당          |
|      | 일본공산당      | 다무라 도모코                     | 공산주의 민주사회주의         | 11 / 248  | 11 / 248  | 야당          |
|      | 국민민주당      | 다마키 유이치로                   | 보수주의                      | 10 / 248  | 9 / 248   | 야당          |
|      | 레이와 신센구미 | 야마모토 타로                     | 진보주의 좌익 포퓰리즘        | 5 / 248   | 5 / 248   | 야당          |
|      | 함께 만드는 당  | 오츠 아야카 (분쟁 중)             | NHK 수신료 반대               | 2 / 248   | 0 / 248   | 야당          |
|      | 사회민주당      | 후쿠시마 미즈호                   | 사회민주주의                  | 1 / 248   | 2 / 248   | 야당          |
|      | 참정당          | 가미야 소헤이                     | 초보수주의 우익 포퓰리즘      | 1 / 248   | 2 / 248   | 무회파        |
|      | 일본보수당      | 햐쿠타 나오키                     | 초보수주의 우익 포퓰리즘      | 0 / 248   | 0 / 248   | 무회파        |
|      | 팀 미라이       | 안노 다카히로                     | 전자민주주의                  | 0 / 248   | 0 / 248   | 원외          |

## 배경

### 지난 선거
2024년 10월 중의원 총선거에서 이시바 시게루 총리 하의 자유민주당-공명당 연립 여당이 중의원에서 과반 의석이 붕괴되었다. 야당이 후보를 단일화하면 연립 여당이 참의원 선거에서 또 다른 "대패"를 겪을 가능성이 있다.

### 다당 협력

#### 반자민 연합 구상
지지 통신에 따르면, 주요 야당인 입헌민주당을 포함한 5개 야당이 32개 1인 선거구에서 협상에 성공할 경우, 집권 자유민주당-공명당 연합은 야당 진영의 22석에 비해 10석을 얻을 것으로 예상되며, 일본유신회도 야당 연합에 합류할 경우 단 3석만을 얻을 것으로 예상된다.
2025년 1월, 일본유신회는 자민당에 맞서 1인구에서 야당을 "단일화"하려는 계획을 입헌민주당에 제안했다. 제안에는 온라인 여론조사와 예비선거 실시가 포함된다. 레이와와 사회민주당, 국민민주당은 이 계획에 의문을 제기했으며, 공산당은 참여를 전면 거부했다.
이후 2월에 일본유신회는 야당 예비선거 실시 여부를 이번 달 내에 결정할 것이라고 발표했다. 간사장 이와타니 료헤이는 공산당을 제외한 모든 정당이 이 계획에 대해 "꽤 긍정적"이었다고 언급했다. 또한 당이 입헌민주당의 계획 개혁에 열려 있다고 말했다.
3월 초, 일본유신회 공동 대표 마에하라 세이지는 시가현, 나라현, 와카야마현(각각 1석)에서 입헌민주당과 함께 예비선거를 실시할 것을 제안했다. 이들 지역은 모두 일본유신회의 거점인 오사카부의 영향권 내에 있다.
야당 단일화 전망에 대해 입헌민주당 대표 노다 요시히코는 "대체로 계획을 지지하지만, 모든 야당의 참여가 필요하다고 마에하라에게 말했으며, 선거구에 입헌민주당과 일본유신회 후보만 있다면 예비선거를 통해 해결해야 한다"고 말했다.
4월 1일, 오자와 이치로는 입헌민주당과 일본유신회가 시가현, 나라현, 와카야마현에서 단일 후보를 내기로 합의했다고 발표했다.
3월 6일, 국민민주당은 입헌민주당과의 정책 협상을 시작했다. 3월에 마이니치 신문은 입헌민주당과 국민민주당이 선거에 앞서 헌법, 외교/안보, 경제, 에너지, 다양성 등을 다루는 기본 정책 협정에 서명할 것으로 예상된다고 보도했다.
산케이 신문은 4월 초, 입헌민주당과 국민민주당의 협력이 선거를 앞두고 불확실하다고 보도했다. 전자는 후자를 불성실한 "건방진 신참"으로 보았고, 후자는 입헌민주당 의원들이 "선거에만 신경 쓴다"며 지지를 얻지 못한다고 보았다. 두 정당은 선거 협력에 계속 어려움을 겪었다.
입헌민주당 대표 노다는 5월 10일 총선이 참의원 선거와 같은 날 또는 비슷한 시기에 치러질 가능성이 "매우 높다"고 밝혔다.

#### 자공 연합
집권 자유민주당은 2월에 공명당(2012년부터 연립정당)과 선거 협력에 관한 협정을 체결했는데, 이 협정은 자민당이 5개 선거구에서 공명당 후보를 지지하고, 비자금 스캔들에 연루된 공명당 의원에 대한 지지 조건을 설정하는 내용을 담고 있다.
3월 9일 자민당 전당대회에서 이시바는 당이 통합하여 "국민 친화적 정치"라는 본래의 모습으로 돌아가는 것을 목표로 해야 한다고 말했다. 그 전날 이시바는 "어떻게든 승리하고 싶다"고 말했다.
이시바의 전 총재 경선 경쟁자 고바야시 다카유키는 이시바의 연설에 대해 총리로부터 강력한 메시지를 느끼지 못했다고 비판했으며, 다른 이들은 당의 국회 소수당 지위가 자민당을 해치고 이시바의 국가 의제 수립 노력을 저해한다고 생각했다. 전 자민당 총재 경선 경쟁자였던 다카이치 사나에도 이시바의 연설에 비판적이었다.
고바야시는 이후 여름 참의원 선거에 앞서 이시바의 총재 선거 공약과 당의 이전 총선 공약을 평가하고 진행 상황을 점검해야 한다고 당에 조언했다.
이시바의 연설과 같은 날, 스기타 미오가 비례대표 선거에서 공천된 후보로 공개되었다. 2022년과 2023년에 스기타는 자신의 블로그에 재일조선인, LGBT 등 소수자를 차별하는 발언을 게시하여 삿포로 법무국으로부터 인권 침해 유죄 판결을 받았다. 스기타의 발언을 사과했지만, 대체로 인종차별적이라고 여겨졌다.
아사히 신문은 자민당이 논란이 많은 전직 의원을 공천하기로 결정한 것은 스기타가 가깝다고 알려진 고 아베 신조 총리 측근 보수파의 요청 때문일 가능성이 높다고 보도했다.
2025년 4월 11일, 자민당 최고 고문 아소 다로는 선거 상황을 자민당의 "비상 사태"로 묘사하며, 여당이 참의원에서 과반수를 유지해야 한다고 밝혔다.
공명당은 휘발유 가격 인하와 임시 휘발유세 폐지를 중심으로 한 공약 초안을 발표했다. 미국이 부과한 관세에 대해 사이토 데쓰오 대표는 "가장 효과적인 [경제적 대응]은 세금 감면"이라고 주장하며, 세금 감면이 시행될 때까지 시민들에게 구제를 제공하기 위해 현금 지원이 분배되어야 한다고 말했다.
마이니치 신문은 연립 여당이 참의원에서 과반수를 잃지 않으려면 최대 16석 이하로 잃어야 한다고 보도했다.

#### 기타 시도
자민당-공명당 연립 여당과 야당인 일본유신회 간의 신임과 공급 형태 "부분 연립"으로 2월에 2025 회계연도 예산 통과를 확보하는 합의에 도달했다. 이 예산에는 무상 고등학교 교육 및 사회보험료 감면 조항이 포함되었다. 예산은 여러 차례 수정된 후 2025년 3월에 최종 확정되었다. 이후 집권 자민당-공명당 연립 여당과 야당인 국민민주당은 특정 조건 하에 정당 지부로의 정치 기부금을 유지하고 정보 공개를 강화하는 데 합의했다.
3월에 재선된 국민민주당 대표 다마키 유이치로는 당의 목표가 참의원에서 21석 이상을 얻는 것이라고 밝혔다. 다마키는 이후 3월 25일에 당이 "가능한 한 많은 후보를 출마시킬 것"이라고 명확히 밝혔다. 같은 달, 국민민주당은 대학 교수이자 보수 논객인 야마다 요시히코를 비례대표 후보로 지명했다. 2024년에 당을 떠난 일본유신회 전 의원 아다치 야스시는 일본유신회의 지역 거점인 오사카부에서 국민민주당 후보로 출마할 것이라고 발표했다. 아다치가 당선된다면 2013년 이후 최초의 일본유신회 비정부 구성원이 될 수도 있다.
참정당은 6석을 목표로 한다고 발표했다.
사회민주당은 의석에서 3석 이상을 얻으려고 시도할 것이라고 말했다.

### 이시바 상품권 논란
2025년 3월 13일, 아사히 신문은 2024년 중의원 선거에서 처음 당선된 여러 자민당 의원들이 3월 초 이시바 사무실에서 상품권을 받았다고 보도했다. 이후 이시바 사무실은 약 10만 엔(약 90만원) 상당의 상품권을 "기념품"으로 약 12명의 의원들에게 배포했으며, 이는 새로운 정장을 구매하는 데 사용될 목적이었다고 확인했다. 이시바는 상품권이 개인 자금에서 지급되었으며 정치 활동이 아닌 생활비 보조금 목적이었다고 주장했다. 요미우리 신문에 따르면, 대부분의 의원은 상품권을 사용하는 대신 반환하기로 결정했다. 이 사건은 국회에서 정치 자금, 특히 기업 및 단체 기부금의 투명성에 대한 논의가 진행 중인 가운데 발생했다. 이시바는 전날 공명당 대표 사이토 데쓰오를 만났고, 사이토는 당의 지지를 약속했다. 그 주 초 자민당 참의원 니시다 쇼지는 이시바가 새 당 총재로 교체되어야 한다고 공개적으로 밝혔다. 개혁주의를 내걸고 자민당 총재로 선출된 이시바는 야당 의원들로부터 광범위한 비판을 받았다. 입헌민주당 대표 노다 요시히코는 이 사건에 대해 국회에서 조사를 추진하겠다고 약속했다. 오사카 지사이자 일본유신회 공동 대표 요시무라 히로후미는 이시바의 행동을 비판했다. 정치자금규제법은 개인 정치인에게 현금이나 유가증권 기부를 금지하고 있다. 이 경우 10만 엔 상당의 상품권은 '기부금'으로 간주될 수 있다.

#### 불신임 결의 움직임
야당 대표이자 입헌민주당 대표 노다 요시히코는 3월 21일 기자회견에서 자신의 당이 불신임 결의안 제출 여부를 "종합적으로 결정할 것"이라고 밝히며, 스캔들만으로는 제출할 수 없음을 시사했다. 이달 초, 아사히는 입헌민주당이 이시바에게 즉시 사퇴하라고 압력을 가하는 대신 "관망" 전술로 전환했다고 보도했다. 이는 자민당에 유리하게 작용할 수 있는 단순한 지도자 교체를 피하기 위한 것으로 보인다. 국민민주당 대표 다마키 유이치로는 17일, 자신의 당이 스캔들을 다루는 데 있어 불신임 결의안을 포함한 "다양한 옵션을 고려할 것"이라고 말하며, 이시바가 윤리위원회에 증언해야 한다고 촉구했다. 일본유신회 공동 대표 마에하라 세이지는 이후 산케이와의 단독 인터뷰에서 당이 불신임 결의안에 찬성표를 던질 수 있다고 말하며, 당이 연간 예산에 대해 자민당과 협력하고 있음에도 불구하고 "모든 것이 테이블 위에 있다"고 밝혔다. 다마키는 이후 입헌민주당이 정부 정책이 "국익"과 일치하지 않을 경우 정부에 대한 불신임 결의안을 진지하게 고려해야 한다고 촉구했다.
미국 트럼프 행정부가 대일 관세를 발표한 후, 입헌민주당은 관세에 대응하기 위해 정부와 협력하기 위해 국회 심의 중 정치 스캔들 추적을 일시적으로 중단하겠다고 밝혔다. 노다는 4월 지도자 토론회에서 이러한 논의를 사용할 것이라고 말했다.

### 선거일
공직선거법에 따라 참의원 선거는 국회 폐회 후 30일 이내인 6월 24일부터 치러진다. 같은 날, 정부는 선거를 7월 20일 일요일에 실시하기로 결정했다. 공식 선거 운동은 7월 3일에 시작되었다.

## 선거 이슈

### 쌀소동
2024년 여름경부터 쌀값이 폭등하면서 '레이와 시대 쌀 소동'이라 불리는 현상이 나타났고, 이로 인해 자민당은 쌀 생산량 증대를 추진하게 되었다.
쌀값 위기는 식량 안보에 대한 우려를 부각시켰고, 인플레이션과 쌀값 상승이 취약 계층에 불균형적으로 영향을 미치면서 생활비 위기에 대처하기 위한 강력한 정치적 리더십의 필요성을 촉구하게 되었다.

### 대미 관세 및 외교 관계

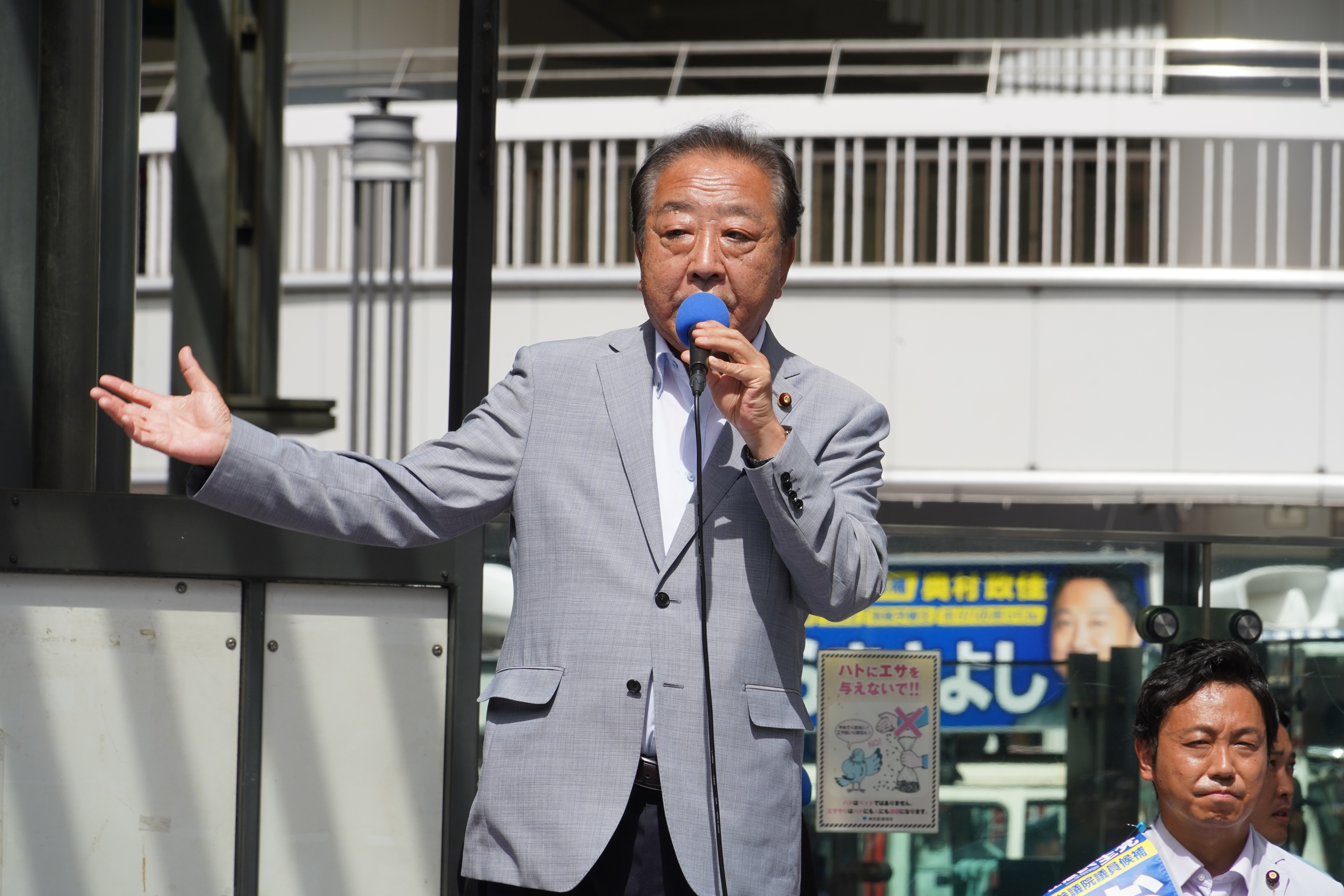
2025년 7월 19일 유라쿠초에서 선거 운동 중인 노다 요시히코 입헌민주당 대표.

2024년 미국 대통령 선거에서 도널드 트럼프가 재선되면서 무역 불균형과 관세 부과에 대한 관심이 다시 높아졌다. 미국은 거의 모든 수입품에 대해 10%의 기본 관세를 부과했으며, 대부분의 일본 제품에 대해 잠재적으로 24%의 상호 관세를 부과할 수 있다고 밝혔다. 특히 차량, 자동차 부품, 철강, 알루미늄에 대한 관세는 이미 발효된 상태이다.
이시바 시게루 총리의 정부는 유리한 무역 협정을 확보해야 한다는 압력을 받고 있었지만, 미국에 대한 대중의 신뢰는 떨어졌다. 정치인들은 관세를 핵심 쟁점으로 삼으려 노력했으나, 많은 일본 유권자들은 관세의 장기적인 영향보다는 즉각적인 경제적 문제에 우선순위를 두었다. 하지만 관세로 인해 일본 경제가 악화되면 임금 하락으로 이어질 수 있어 큰 우려를 낳고 있다.
자유민주당-공명당 연립 정부는 일본에 부과된 관세에 대해 트럼프 행정부와 합의에 도달하지 못했다. 이시바 총리는 유권자에게 협상이 성공할 것이라고 약속했지만, 야당은 아카자와 료세이의 거듭된 미국 방문에도 불구하고 진전이 없다고 비판했다.

### 세금 문제
4월에 입헌민주당은 소비세율을 5%로 인하할 것을 제안했으며, 당 연구회는 법인세 및 소득세 인상을 권고했다. 5월 2일 기자회견에서 노다는 식료품 소비세율을 0%로 낮추는 제안된 헌법 계획에 대한 1년 세금 감면 기간에 대해 특별히 언급하지 않았다. 공산당 또한 소비세율을 5%로 인하하는 것을 지지했으며(궁극적으로 폐지하는 것을 목표로 함), "중소기업"의 임금 인상을 지지했다.

### 사회 문제

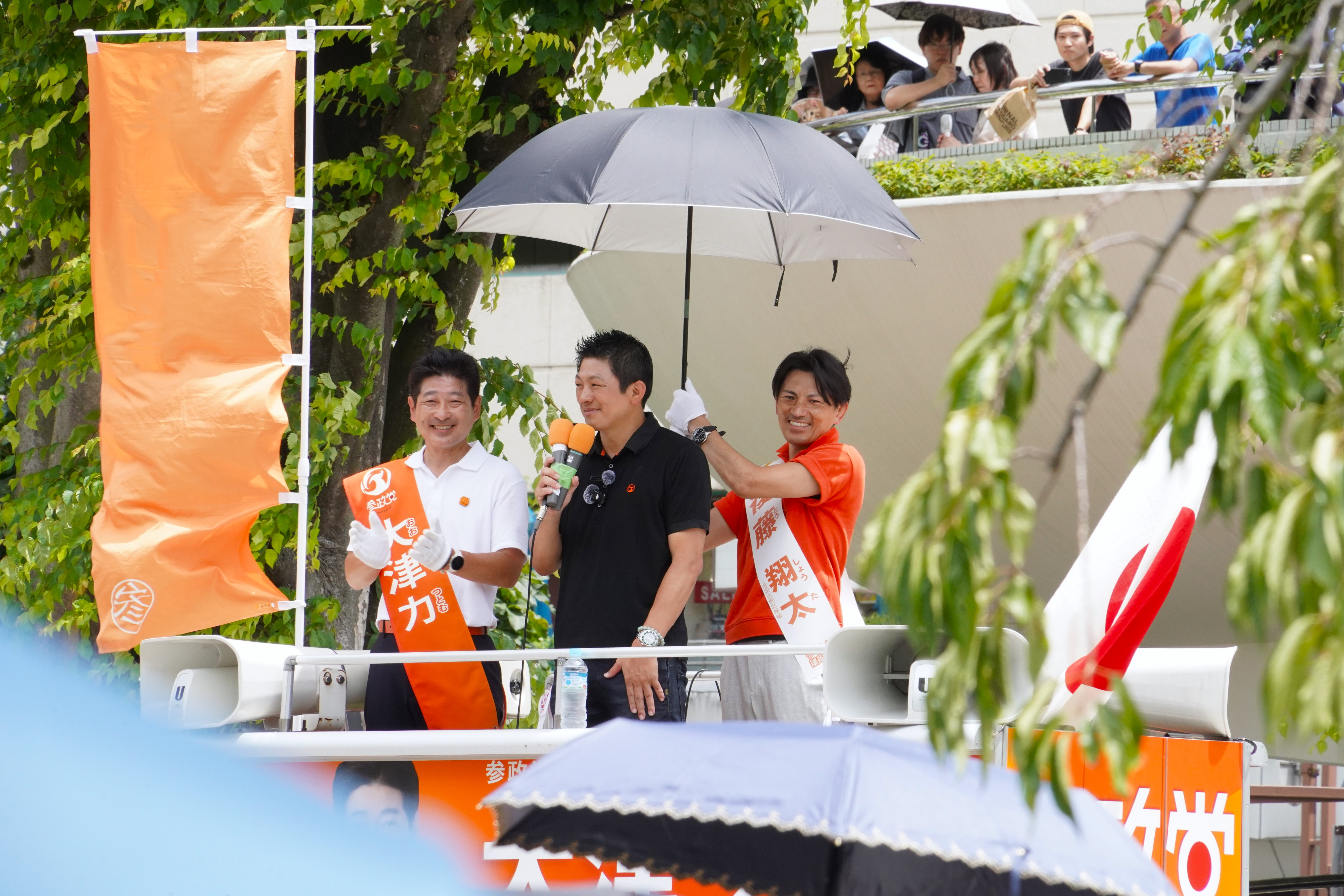
참정당 대표 가미야 소헤이가 간논자키 공원 근처에서 연설하고 있다.

아래의 여러 사회 문제는 일본 내 많은 유권자들에게 가장 큰 관심사 중 하나로, 빠르게 고령화되는 일본 인구와 다른 서구 국가에 비해 사회 복지 체계에 가해지는 부담을 반영한다. 특히 각 정당은 부부의 선택적 동성 성씨 제도 도입 및 더 넓은 성 평등과 같은 사회적 문제에 대해 의견이 나뉘어 있다. 별도 성씨 선택(부부별성제)에 대한 대중의 요구가 커지고 있다.
쌀값 위기와 인플레이션이 심화되면서 빈곤 문제와 커지는 경제적 격차는 심각한 우려 사항이며, 이러한 문제를 해결하기 위한 정치적 리더십이 요구되고 있다.
사회민주당은 소비세율을 완전히 폐지할 것을 옹호했으며, 특히 식료품에 대해서 강조했다. 또한 요양보호사의 임금 인상, 모든 원자력 발전소 가동 중단, 기혼 부부의 선택적 성씨 분리 및 동성 결혼을 위한 법률 통과, 그리고 핵무기금지조약 비준을 약속했다.

### 외국인 문제
일본에 거주하는 외국인 이민자에 대한 처우는 선거 기간 동안 뜨거운 논쟁거리가 되었다. 외국인 이민자가 일본인 본토인에 비해 더 우대받고 있다는 믿음은 일부 오보에 힘입어 소셜 미디어 전반에 퍼졌다.
자민당은 재산 소유에 대한 더 엄격한 통제를 지지하고 불법 이민자 수를 0으로 줄일 것을 주장했다. 국민민주당은 주거 목적 외의 부동산에 세금을 부과할 것을 제안했다. 참정당은 토지 구매와 관련된 통제를 강화할 것을 주장했다. 마이니치 신문은 이러한 상황을 "많은 후보자들이 외국인에 대한 규제를 강조하여 주목받으려 노력하고 있다"고 묘사했다.

## 선거 운동

### 아베 신조 암살 사건 3주년
2025년 7월 8일, 아베 신조 피살 사건 3주년을 맞아 반정부 시위와 소요가 최고조에 달했으며, 용의자는 10월에 재판을 받게 될 예정이다. 이 사건은 집권 의원들과 논란이 많은 통일교의 관계를 드러냈다. 마이니치 신문은 이시바 시게루 총리가 추모 장소에 화환을 바쳤으며, 사건이 발생한 나라시의 야마토사이다이지역 앞에 헌화대가 설치되었다고 보도했다.

### 참정당의 부상
공식 선거운동은 7월 3일에 시작되었지만, 일본 기자 클럽이 주최하는 당수 토론회는 이미 전날 개최되었다. 극우 정당인 참정당은 여론조사에서 급속히 지지율이 상승하여 집권 보수 자민당과 중도 성향의 국민민주당에 불리하게 작용했다. 세금 감면, 임금 인상, 복지 혜택 증가 약속이 선거 운동 초반을 지배했다.

## 당수 토론
첫 번째 토론은 7월 2일 일본 기자 클럽이 주최했다. 보수당과 사회민주당 대표는 초대되지 않았다.
| 7월 2일 | 일본 기자 클럽 | 토론 | 도쿄 일본 기자 클럽 | 참 이시바 | 참 노다 | 참 요시무라 | 참 사이토 | 참 다무라 | 참 다마키 | 참 야마모토 | 미 | 참 가미야 |

## 여론조사

### 비례 지지 정당
| 조사 날짜      | 여론조사 기관     | 표본 크기 | 자유민주당     | 입헌민주당    | 일본유신회 | 국민민주당 | 공명 | 레이와 | 공산당 | 참정 | 보수당 | 사회민주당 | 기타 | 없음/미결정 | 무응답 | 격차 |     |     |     |     |     |   |     |
| -------------- | ----------------- | --------- | -------------- | ------------- | ---------- | ---------- | ---- | ------ | ------ | ---- | ------ | ---------- | ---- | ----------- | ------ | ---- | --- | --- | --- | --- | --- | - | --- |
| 조사 날짜      | 여론조사 기관     | 표본 크기 | 12–13 Jul 2025 | Senkyo.com/JX | 991        | 28.6       | 19.5 | 6.3    | 5.5    | 5.8  | 3.6    | 5.2        | 기타 | 없음/미결정 | 무응답 | 격차 | 8.4 | 3.1 | 2.6 | 2.5 | 8.9 | – | 9.1 |
| 5–6 Jul 2025   | ANN               | 1,048     | 23.6           | 11            | 4.2        | 5.4        | 5.6  | 2.4    | 4.1    | 6.2  | 1.4    | 0.4        | 1.7  | 19          | 14.9   | 4.6  |     |     |     |     |     |   |     |
| 5–6 Jul 2025   | Kyodo News        | 1,253     | 18.2           | 6.6           | 3.4        | 6.8        | 5    | 3.7    | 2.5    | 8.1  | 2.5    | 0.9        | 0.7  | 40.8        | 0.8    | 22.6 |     |     |     |     |     |   |     |
| 5–6 Jul 2025   | JNN               | 1,010     | 25             | 12            | 6          | 8          | 5    | 6      | 3      | 9    | 2      | 1          | 5    | 19          | 19     | 6    |     |     |     |     |     |   |     |
| 28–29 Jun 2025 | Kyodo News        | 1,254     | 17.9           | 9.8           | 2.5        | 6.4        | 3.6  | 3.4    | 2.7    | 5.8  | 1.1    | 0.8        | 0.6  | 44.4        | 1      | 24.5 |     |     |     |     |     |   |     |
| 28–29 Jun 2025 | Mainichi          | 2,050     | 18             | 11            | 4          | 10         | 3    | 4      | 3      | 7    | 2      | 1          | –    | 37          | –      | 19   |     |     |     |     |     |   |     |
| 27–29 Jun 2025 | Nikkei/TV Tokyo   | 775       | 29             | 12            | 6          | 12         | 5    | 5      | 3      | 7    | 2      | 1          | –    | 12          | 8      | 17   |     |     |     |     |     |   |     |
| 27–29 Jun 2025 | Yomiuri/NNN       | 1,061     | 24             | 11            | 5          | 9          | 5    | 4      | 5      | 6    | 1      | 0          | 1    | 23          | 8      | 1    |     |     |     |     |     |   |     |
| 26–27 Jun 2025 | Agricultural News |           | 35             | 13.5          | 1          | 5.8        | 1.7  | 3.3    | 3.9    | 1.4  | 1      | 1.3        | 0.7  | 30.7        | 0.7    | 4.3  |     |     |     |     |     |   |     |
| 21–22 Jun 2025 | ANN               | 1,031     | 22             | 10.7          | 3.4        | 7.5        | 4.2  | 5.1    | 4.2    | 3.3  | 0.9    | 0.6        | 0.8  | 37.3        | 37.3   | 15.3 |     |     |     |     |     |   |     |
| 21–22 Jun 2025 | Kyodo News        | 1,050     | 26.7           | 11.1          | 4.8        | 10.6       | 5.1  | 6.8    | 3.1    | 4.3  | 1.8    | 1.6        | 0.4  | 23.7        | 23.7   | 3    |     |     |     |     |     |   |     |
| 13–16 Jun 2025 | Jiji Press        | 1,162     | 24.5           | 8.3           | 4.4        | 6          | 4    | 3.1    | 2.2    | 3.5  | 0.7    | 0.5        | –    | 42.8        | 42.8   | 18.3 |     |     |     |     |     |   |     |
| 14–15 Jun 2025 | Sankei/FNN        | 1,027     | 24.5           | 9.6           | 3.8        | 8.8        | 4.1  | 4.1    | 3      | 3.6  | 1.2    | 0.2        | 0.7  | 36.4        | 36.4   | 11.9 |     |     |     |     |     |   |     |
| 14–15 Jun 2025 | Asahi             | 1,256     | 26             | 12            | 7          | 10         | 5    | 7      | 4      | 4    | 1      | 1          | 2    | 21          | 21     | 5    |     |     |     |     |     |   |     |
| 14–15 Jun 2025 | Senkyo.com/JX     | 990       | 30.4           | 18.8          | 5.6        | 7.4        | 4.7  | 3.8    | 5.9    | 3.1  | 3.2    | 1.1        | 1.8  | 14.1        | –      | 11.6 |     |     |     |     |     |   |     |
| 14–15 Jun 2025 | Kyodo News        | 1,049     | 25.9           | 9.2           | 5.1        | 11.5       | 3.7  | 4.3    | 3.2    | 4.3  | 2      | 1.1        | 1.3  | 28.4        | 28.4   | 2.5  |     |     |     |     |     |   |     |
| 7–8 Jun 2025   | ANN               | 1,025     | 26.2           | 9.8           | 4.6        | 6.9        | 5.1  | 2.9    | 3.4    | 2.3  | 0.7    | 0.5        | 1    | 36.4        | 36.4   | 10.2 |     |     |     |     |     |   |     |
| 24–25 May 2025 | Kyodo News        | 1,064     | 28.6           | 13.6          | 6.3        | 14.3       | 4.4  | 5.2    | 2.3    | 2.6  | 1.6    | 1          | 0.7  | 19.4        | 19.4   | 9.2  |     |     |     |     |     |   |     |
| 23–25 May 2025 | Nikkei/TV Tokyo   | 892       | 26             | 12            | 7          | 12         | 5    | 7      | 2      | 3    | 2      | 0          | –    | 14          | 8      | 12   |     |     |     |     |     |   |     |
| 16–19 May 2025 | Jiji Press        | 1,176     | 19.7           | 9.4           | 4.1        | 11.2       | 4.4  | 3.7    | 1.7    | 2    | 0.9    | 0.7        | –    | 42.2        | 42.2   | 22.5 |     |     |     |     |     |   |     |
| 17–18 May 2025 | Sankei/FNN        | 1,025     | 23.5           | 8.3           | 3.8        | 11.4       | 4.4  | 4.1    | 3.2    | 1.7  | 0.9    | 0.6        | 0.7  | 37.4        | 37.4   | 13.9 |     |     |     |     |     |   |     |
| 17–18 May 2025 | Asahi             | 1,209     | 26             | 13            | 6          | 13         | 5    | 7      | 4      | 3    | 2      | 1          | 3    | 17          | 17     | 9    |     |     |     |     |     |   |     |
| 17–18 May 2025 | Senkyo.com/JX     | 986       | 25.8           | 19.2          | 6          | 10.9       | 5.5  | 3      | 6      | 2.1  | 2.6    | 1.3        | 2.1  | 15.4        | –      | 6.6  |     |     |     |     |     |   |     |
| 17–18 May 2025 | Kyodo News        | 1,064     | 20.2           | 14.2          | 6          | 12.4       | 5.7  | 5.9    | 3.8    | 2.4  | 1.2    | 1.3        | 0.7  | 26.2        | 26.2   | 6    |     |     |     |     |     |   |     |
| 17–18 May 2025 | Mainichi          | 2,045     | 15             | 10            | 4          | 14         | 3    | 5      | 3      | 3    | 2      | 1          | –    | 40          | –      | 25   |     |     |     |     |     |   |     |
| 16–18 May 2025 | Yomiuri/NNN       | 1,072     | 26             | 10            | 6          | 14         | 4    | 7      | 2      | 2    | 1      | 1          | –    | 22          | 5      | 4    |     |     |     |     |     |   |     |
| 10–11 May 2025 | ANN               | 1,016     | 25.8           | 8.9           | 2.9        | 10.6       | 4    | 3.9    | 2.7    | 0.8  | 1      | 0.8        | 1    | 37.6        | 37.6   | 11.8 |     |     |     |     |     |   |     |
| 3–4 May 2025   | JNN               | 1,026     | 26             | 11            | 9          | 15         | 6    | 7      | 3      | 2    | 1      | 1          | 4    | 16          | 16     | 10   |     |     |     |     |     |   |     |
| 19–21 Apr 2025 | Nikkei/TV Tokyo   | 799       | 29             | 14            | 6          | 15         | 4    | 6      | 3      | 1    | 2      | 1          | –    | 12          | 7      | 14   |     |     |     |     |     |   |     |
| 19–20 Apr 2025 | Sankei/FNN        | 1,015     | 23.7           | 8.8           | 3.8        | 13.3       | 2.9  | 2.9    | 2.8    | 1.7  | 1      | 0.6        | 0.9  | 37.8        | 37.8   | 14.1 |     |     |     |     |     |   |     |
| 19–20 Apr 2025 | Asahi             | 1,240     | 23             | 12            | 7          | 17         | 4    | 7      | 5      | 2    | 1      | 1          | 2    | 19          | 19     | 4    |     |     |     |     |     |   |     |
| 19–20 Apr 2025 | ANN               | 1,030     | 27.2           | 10.6          | 3.6        | 11.8       | 3.5  | 3      | 3.4    | 0.5  | 0.9    | 1.6        | 1.1  | 32.9        | 32.9   | 5.7  |     |     |     |     |     |   |     |
| 11–14 Apr 2025 | Jiji Press        | 1,140     | 20.6           | 7.8           | 4.9        | 10.6       | 4.3  | 5.6    | 1.8    | 1.6  | 0.9    | 0.6        | –    | 41.3        | 41.3   | 20.7 |     |     |     |     |     |   |     |
| 12–13 Apr 2025 | Senkyo.com/JX     | 995       | 25.3           | 16.6          | 7.9        | 11.6       | 5    | 4.5    | 6.6    | 1.6  | 1.4    | 1.1        | 3.5  | 14.8        | –      | 8.7  |     |     |     |     |     |   |     |
| 12–13 Apr 2025 | Kyodo News        | 1,051     | 24.6           | 12.3          | 3.9        | 18.5       | 3.9  | 4.1    | 3.2    | 1    | 1.7    | 0.8        | –    | 26          | 26     | 1.4  |     |     |     |     |     |   |     |
| 12–13 Apr 2025 | Mainichi          | 2,040     | 16             | 11            | 4          | 16         | 3    | 5      | 3      | 1    | 1      | 1          | –    | 38          | –      | 22   |     |     |     |     |     |   |     |
| 11–13 Apr 2025 | Yomiuri/NNN       | 1,026     | 27             | 10            | 5          | 15         | 4    | 6      | 4      | 1    | 2      | 0          | –    | 19          | 7      | 8    |     |     |     |     |     |   |     |
| 22–23 Mar 2025 | Sankei/FNN        | 1,013     | 19.3           | 8.5           | 3.2        | 12         | 2.6  | 5.3    | 2.6    | 1    | 0.9    | 0.4        | –    | 44.2        | 44.2   | 24.9 |     |     |     |     |     |   |     |
| 22–23 Mar 2025 | ANN               | 1,025     | 24.1           | 11.1          | 4.6        | 11.2       | 3.2  | 3.6    | 3.9    | 0.5  | 1.3    | 0.3        | 0.5  | 35.7        | 35.7   | 11.6 |     |     |     |     |     |   |     |
| 22–23 Mar 2025 | Kyodo News        | 1,046     | 24.3           | 12.5          | 6.4        | 13.4       | 4.1  | 7.3    | 3.6    | 1.2  | 0.3    | 1.1        | 0.4  | 25.4        | 25.4   | 1.1  |     |     |     |     |     |   |     |
| 21–23 Mar 2025 | Nikkei/TV Tokyo   | 847       | 29             | 13            | 9          | 14         | 3    | 8      | 3      | 1    | 1      | 0          | 1    | 11          | 8      | 18   |     |     |     |     |     |   |     |
| 15–16 Mar 2025 | Senkyo.com/JX     | 998       | 23.7           | 20.6          | 6.2        | 13.9       | 4.4  | 3.4    | 6.8    | 1.2  | 1.7    | 1.3        | 2.4  | 14.2        | –      | 3.1  |     |     |     |     |     |   |     |
| 15–16 Mar 2025 | Asahi             | 1,137     | 24             | 12            | 7          | 17         | 5    | 7      | 3      | 1    | 2      | 1          | 3    | 19          | 19     | 5    |     |     |     |     |     |   |     |
| 15–16 Mar 2025 | Mainichi          | 2,047     | 16             | 13            | 5          | 17         | 2    | 5      | 2      | 1    | 1      | 0          | 1    | 38          | –      | 21   |     |     |     |     |     |   |     |
| 14–16 Mar 2025 | Yomiuri/NNN       | 1,023     | 25             | 11            | 6          | 17         | 4    | 5      | 3      | 1    | 1      | 0          | 0    | 20          | 6      | 5    |     |     |     |     |     |   |     |
| 22–23 Feb 2025 | ANN               | 1,034     | 23.6           | 10.7          | 6.2        | 9.6        | 5.2  | 3.7    | 3.6    | 1    | 0.4    | 0.8        | 0.8  | 34.4        | 34.4   | 10.8 |     |     |     |     |     |   |     |
| 21–23 Feb 2025 | Nikkei/TV Tokyo   | 847       | 29             | 13            | 7          | 14         | 4    | 8      | 3      | 1    | 1      | 0          | 1    | 10          | 9      | 15   |     |     |     |     |     |   |     |
| 15–16 Feb 2025 | Senkyo.com/JX     | 1,004     | 25.7           | 20.8          | 8.3        | 9.8        | 4.2  | 4.6    | 5.6    | 0.6  | 2.2    | 1.5        | 2.3  | 14.5        | –      | 4.9  |     |     |     |     |     |   |     |
| 15–16 Feb 2025 | Asahi             | 1,111     | 26             | 11            | 5          | 16         | 5    | 9      | 4      | 2    | 2      | 1          | 1    | 18          | 18     | 8    |     |     |     |     |     |   |     |
| 15–16 Feb 2025 | Kyodo News        | 1,063     | 24.9           | 11.3          | 6.8        | 11.5       | 3.5  | 5.9    | 2.5    | 1.8  | 1.9    | 0.5        | 0.7  | 28.7        | 28.7   | 3.8  |     |     |     |     |     |   |     |
| 15–16 Feb 2025 | Mainichi/SSRC     | 2,043     | 16             | 11            | 5          | 15         | 3    | 5      | 2      | 0    | 2      | 0          | –    | 38          | 3      | 22   |     |     |     |     |     |   |     |
| 6–9 Feb 2025   | Jiji Press        | 1,126     | 22             | 9.7           | 3.6        | 10.2       | 5.1  | 3.5    | 2.5    | 1.3  | 0.4    | 0.4        | –    | 40.2        | 40.2   | 18.2 |     |     |     |     |     |   |     |
| 25–26 Jan 2025 | Kyodo News        | 1,064     | 26             | 12.9          | 5.8        | 14.9       | 3.8  | 4.4    | 4.1    | 1    | 1.4    | 0.3        | 0.4  | 25          | 25     | 1    |     |     |     |     |     |   |     |
| 24–26 Jan 2025 | Nikkei/TV Tokyo   | 946       | 32             | 13            | 8          | 15         | 3    | 5      | 3      | 2    | 2      | 1          | –    | 11          | 8      | 17   |     |     |     |     |     |   |     |
| 18–19 Jan 2025 | Asahi             | 1,103     | 25             | 15            | 8          | 15         | 6    | 6      | 3      | 1    | 1      | 2          | 2    | 16          | 16     | 9    |     |     |     |     |     |   |     |
| 18–19 Jan 2025 | Mainichi/SSRC     | 2,042     | 17             | 14            | 6          | 16         | 2    | 4      | 2      | 1    | 2      | 0          | 1    | 35          | –      | 18   |     |     |     |     |     |   |     |
| 11–12 Jan 2025 | Senkyo.com/JX     | 996       | 27             | 21.2          | 8          | 8.8        | 4.5  | 4.2    | 7      | 1.3  | 2.2    | 0.8        | 2    | 12.9        | –      | 5.8  |     |     |     |     |     |   |     |
| 14–15 Dec 2024 | Senkyo.com/JX     | 996       | 23.8           | 22.7          | 9.1        | 10.3       | 4.5  | 2.7    | 5.3    | 1.5  | 2      | 1.5        | 1.3  | –           | 1.1    |      |     |     |     |     |     |   |     |
| 16–17 Nov 2024 | Senkyo.com/JX     | 1,003     | 26.3           | 21.0          | 7.8        | 10.8       | 5.3  | 2.7    | 6.4    | 1.9  | 2.6    | 0.7        | 2.1  | 12.5        | –      | 5.3  |     |     |     |     |     |   |     |
| 27 Oct 2024    | 선거 결과         | 53.84%    | 26.7           | 21.2          | 9.4        | 11.3       | 10.9 | 7      | 6.2    | 3.4  | 2.1    | 1.7        | –    | –           | –      | 5.5  |     |     |     |     |     |   |     |

### 투표 의향(지역구 선거)
| 조사 날짜      | 여론조사 기관 | 표본 크기 | 여당         | 여당       | 야당  | 야당 | 야당 | 야당 | 야당 | 야당 | 야당 | 야당 | 기타 | 없음/미결정 | 무응답 | 격차 |   |      |     |     |
| -------------- | ------------- | --------- | ------------ | ---------- | ----- | ---- | ---- | ---- | ---- | ---- | ---- | ---- | ---- | ----------- | ------ | ---- | - | ---- | --- | --- |
| 조사 날짜      | 여론조사 기관 | 표본 크기 | 5–6 Jul 2025 | Kyodo News | 1,253 | 20.5 | 20.5 | 36.6 | 36.6 | 36.6 | 36.6 | 36.6 | 36.6 | 36.6        | 36.6   | 격차 | – | 41.8 | 1.1 | 5.2 |
| 28–29 Jun 2025 | Kyodo News    | 1,254     | 19.9         | 19.9       | 32.6  | 32.6 | 32.6 | 32.6 | 32.6 | 32.6 | 32.6 | 32.6 | –    | 46.3        | 1.2    | 13.7 |   |      |     |     |

### 예상 의석
| 조사 날짜      | 출판물/ 신문 | 분석가            | 자유민주당  | 입헌민주당  | 일본유신회      | 국민민주당 | 공명     | 레이와  | 공산당  | 참정    | 보수당  | 사회민주당 | 무소속/ 기타 | 여당  | 야당  | 여당 과반수 |   |   |    |    |     |
| -------------- | ------------ | ----------------- | ----------- | ----------- | --------------- | ---------- | -------- | ------- | ------- | ------- | ------- | ---------- | ------------ | ----- | ----- | ----------- | - | - | -- | -- | --- |
| 조사 날짜      | 출판물/ 신문 | 분석가            | 15 Jul 2025 | 산케이 신문 | 아리모토 다카시 | 33         | 28       | 7       | 14      | 10      | 3       | 5          | 무소속/ 기타 | 14    | 2     | 여당 과반수 | 1 | 8 | 43 | 82 | –39 |
| 12–15 Jul 2025 | 요미우리/NNN | 요미우리/NNN      | ~35         | ~30         | –               | >16        | ~10      | >2      | <7      | >10     | >1      | >1         | 0            | ~45   | 67    | –           |   |   |    |    |     |
| 13 Jul 2025    | JNN          | JNN               | 28–44       | 24–32       | –               | 11–21      | 5–11     | –       | –       | 8–18    | –       | –          | –            | 33–55 | 43–71 | –           |   |   |    |    |     |
| 12–13 Jul 2025 | 아사히       | 아사히            | 34          | 27          | 6               | 17         | 9        | 3       | 4       | 7       | –       | 1          | 3            | 43    | 68    | –25         |   |   |    |    |     |
| 3–4 Jul 2025   | 아사히       | 나카키타 고지     | 32–46       | 23–33       | 5–9             | 9–17       | 4–10     | 3–5     | 3–4     | 9–17    | 1–2     | 0–1        | 8            | 36–56 | 61–96 | –           |   |   |    |    |     |
| 2 Jul 2025     | 주간문춘     | 구보타 마사시     | 35          | 30          | 7               | 19         | 11       | 3       | 5       | 4       | 0       | 0          | 11           | 46    | 79    | –33         |   |   |    |    |     |
| 1 Jul 2025     | AERA         | 가쿠타니 고이치   | 45 (32+13)  | 24 (16+8)   | 9 (4+5)         | 12 (6+6)   | 13 (6+7) | 5 (1+4) | 7 (3+4) | 2 (0+2) | 1 (0+1) | 0 (0+0)    | 7 (7+0)      | 58    | 67    | –9          |   |   |    |    |     |
| 1 Jul 2025     | AERA         | 아오야마 카즈히로 | 42 (28+14)  | 28 (18+10)  | 7 (4+3)         | 18 (11+7)  | 12 (6+6) | 3 (0+3) | 5 (1+4) | 2 (0+2) | 1 (0+1) | 0 (0+0)    | 7 (7+0)      | 54    | 71    | –17         |   |   |    |    |     |
| 30 Jun 2025    | 라쿠마치     | 스즈키 쿠니카즈   | 36–43       | 25–31       | 5–8             | 16–20      | 10–13    | 3–4     | 4–5     | 3–5     | 0–1     | 0–1        | 6–9          | 46–56 | 62–84 | –           |   |   |    |    |     |
| 7 Apr 2025     | 주간 포스트  | 노가미 다다오키   | 34 (21+13)  | 30 (21+9)   | 9 (5+4)         | 22 (12+10) | 11 (6+5) | 5 (1+4) | 4 (1+3) | 1 (0+1) | 1 (0+1) | 0 (0+0)    | 7 (7+0)      | 45    | 79    | –34         |   |   |    |    |     |
| 10 Jul 2022    | 2022년 선거  | 2022년 선거       | 63          | 17          | 12              | 5          | 13       | 3       | 4       | 1       | 1       | 1          | 6            | 76    | 49    | 27          |   |   |    |    |     |

## 선거 결과
| Party                | Party                      | 전국        | 전국   | 전국   | 선거구      | 선거구 | 선거구 | 의석수 | 의석수      | 의석수    | 의석수 | 의석수 |
| Party                | Party                      | 투표수      | %      | 의석수 | 투표수      | %      | 의석수 | 획득   | 비재선 의석 | 총계 이후 | 증감   |        |
| -------------------- | -------------------------- | ----------- | ------ | ------ | ----------- | ------ | ------ | ------ | ----------- | --------- | ------ | ------ |
|                      | 자유민주당                 | 12,808,307  | 21.64  | 12     | 14,470,017  | 24.46  | 27     | 39     | 62          | 101       | –13    |        |
|                      | 국민민주당                 | 7,620,493   | 12.88  | 7      | 7,180,653   | 12.14  | 10     | 17     | 5           | 22        | +13    |        |
|                      | 참정당                     | 7,425,054   | 12.55  | 7      | 9,264,284   | 15.66  | 7      | 14     | 1           | 15        | +14    |        |
|                      | 입헌민주당                 | 7,397,456   | 12.50  | 7      | 9,119,656   | 15.42  | 15     | 22     | 16          | 38        | 0      |        |
|                      | 공명당                     | 5,210,569   | 8.80   | 4      | 3,175,791   | 5.37   | 4      | 8      | 13          | 21        | –6     |        |
|                      | 일본유신회                 | 4,375,927   | 7.39   | 4      | 3,451,834   | 5.84   | 3      | 7      | 12          | 19        | +1     |        |
|                      | 레이와 신센구미            | 3,879,914   | 6.56   | 3      | 1,881,606   | 3.18   | 0      | 3      | 3           | 6         | +1     |        |
|                      | 일본보수당                 | 2,982,093   | 5.04   | 2      | 652,266     | 1.10   | 0      | 2      | 0           | 2         | 신규   |        |
|                      | 일본공산당                 | 2,864,738   | 4.84   | 2      | 2,831,672   | 4.79   | 1      | 3      | 4           | 7         | –4     |        |
|                      | 팀 미라이                  | 1,517,890   | 2.56   | 1      | 956,674     | 1.62   | 0      | 1      | 0           | 1         | 신규   |        |
|                      | 사회민주당                 | 1,217,823   | 2.06   | 1      | 302,775     | 0.51   | 0      | 1      | 1           | 2         | 0      |        |
|                      | 함께 만드는 당             | 682,626     | 1.15   | 0      | 740,740     | 1.25   | 0      | 0      | 1           | 1         | –1     |        |
|                      | 새로운 탄생의 길           | 524,788     | 0.89   | 0      | 128,746     | 0.22   | 0      | 0      | 0           | 0         | 신규   |        |
|                      | 일본성진회                 | 333,263     | 0.56   | 0      | 223,067     | 0.38   | 0      | 0      | 0           | 0         | 신규   |        |
|                      | 무소속 연합                | 289,222     | 0.49   | 0      | 341,437     | 0.58   | 0      | 0      | 0           | 0         | 신규   |        |
|                      | 일본 개혁당                | 55,232      | 0.09   | 0      | 74,274      | 0.13   | 0      | 0      | 0           | 0         | 신규   |        |
|                      | 감세일본                   |             |        |        | 254,938     | 0.43   | 0      | 0      | 0           | 0         | 신규   |        |
|                      | 일본보수당}                |             |        |        | 129,130     | 0.22   | 0      | 0      | 0           | 0         | 신규   |        |
|                      | 일본 가정 보호를 위한 협회 |             |        |        | 23,686      | 0.04   | 0      | 0      | 0           | 0         | 신규   |        |
|                      | 협업당                     |             |        |        | 6,292       | 0.01   | 0      | 0      | 0           | 0         | 신규   |        |
|                      | 세금에 신음하는 당         |             |        |        | 5,387       | 0.01   | 0      | 0      | 0           | 0         | 신규   |        |
|                      | 신당 구니모리              |             |        |        | 4,832       | 0.01   | 0      | 0      | 0           | 0         | 신규   |        |
|                      | 신당 야마토                |             |        |        | 3,885       | 0.01   | 0      | 0      | 0           | 0         | 신규   |        |
|                      | 사이코당                   |             |        |        | 1,805       | 0.00   | 0      | 0      | 0           | 0         | 신규   |        |
|                      | 핵융합당                   |             |        |        | 1,611       | 0.00   | 0      | 0      | 0           | 0         | 0      |        |
|                      | 세계평화당                 |             |        |        | 1,494       | 0.00   | 0      | 0      | 0           | 0         | 신규   |        |
|                      | 구원자창조당               |             |        |        | 1,292       | 0.00   | 0      | 0      | 0           | 0         | 신규   |        |
|                      | 무소속                     |             |        |        | 3,923,802   | 6.63   | 8      | 8      | 5           | 13        | +1     |        |
| Total                | Total                      | 59,185,395  | 100.00 | 50     | 59,153,646  | 100.00 | 75     | 125    | 123         | 248       | 0      |        |
|                      |                            |             |        |        |             |        |        |        |             |           |        |        |
| 유효표수             | 유효표수                   | 59,185,735  | 97.65  |        | 59,153,646  | 97.59  |        |        |             |           |        |        |
| 무효표/백지표수      | 무효표/백지표수            | 1,422,497   | 2.35   |        | 1,460,129   | 2.41   |        |        |             |           |        |        |
| 총투표수             | 총투표수                   | 60,608,232  | 100.00 |        | 60,613,775  | 100.00 |        |        |             |           |        |        |
| 등록 유권자수/투표율 | 등록 유권자수/투표율       | 103,591,806 | 58.51  |        | 103,591,806 | 58.51  |        |        |             |           |        |        |
| 출처: 총무성         |                            |             |        |        |             |        |        |        |             |           |        |        |

### 선거구별 결과
| 선거구        | 총 의석수 | 획득 의석수 | 획득 의석수 | 획득 의석수 | 획득 의석수 | 획득 의석수 | 획득 의석수 | 획득 의석수 | 획득 의석수 | 획득 의석수 | 획득 의석수 | 획득 의석수 | 획득 의석수 |  |  |
| 선거구        | 총 의석수 | 자민당      | 입헌민주당  | 국민민주당  | 참정당      | 공명당      | 유신회      | 공산당      | 레이와      | 일본보수당  | 미라이      | 사민당      | 무소속      |  |  |
| ------------- | --------- | ----------- | ----------- | ----------- | ----------- | ----------- | ----------- | ----------- | ----------- | ----------- | ----------- | ----------- | ----------- |  |  |
| 선거구        | 총 의석수 | 아이치      | 4           | 1           | 1           | 1           | 1           |             |             |             |             |             |             |  |  |
| 아키타        | 1         |             |             |             |             |             |             |             |             |             |             |             | 1           |  |  |
| 아오모리      | 1         |             | 1           |             |             |             |             |             |             |             |             |             |             |  |  |
| 지바          | 3         | 1           | 1           | 1           |             |             |             |             |             |             |             |             |             |  |  |
| 에히메        | 1         |             |             |             |             |             |             |             |             |             |             |             | 1           |  |  |
| 후쿠이        | 1         | 1           |             |             |             |             |             |             |             |             |             |             |             |  |  |
| 후쿠오카      | 3         | 1           |             |             | 1           | 1           |             |             |             |             |             |             |             |  |  |
| 후쿠시마      | 1         | 1           |             |             |             |             |             |             |             |             |             |             |             |  |  |
| 기후          | 1         | 1           |             |             |             |             |             |             |             |             |             |             |             |  |  |
| 군마          | 1         | 1           |             |             |             |             |             |             |             |             |             |             |             |  |  |
| 히로시마      | 2         | 1           | 1           |             |             |             |             |             |             |             |             |             |             |  |  |
| 홋카이도      | 3         | 2           | 1           |             |             |             |             |             |             |             |             |             |             |  |  |
| 효고          | 3         | 1           |             |             |             | 1           |             |             |             |             |             |             | 1           |  |  |
| 이바라키      | 2         | 1           |             |             | 1           |             |             |             |             |             |             |             |             |  |  |
| 이시카와      | 1         | 1           |             |             |             |             |             |             |             |             |             |             |             |  |  |
| 이와테        | 1         |             | 1           |             |             |             |             |             |             |             |             |             |             |  |  |
| 가가와        | 1         |             |             | 1           |             |             |             |             |             |             |             |             |             |  |  |
| 가고시마      | 1         |             |             |             |             |             |             |             |             |             |             |             | 1           |  |  |
| 가나가와      | 4         | 1           | 1           | 1           | 1           |             |             |             |             |             |             |             |             |  |  |
| 구마모토      | 1         | 1           |             |             |             |             |             |             |             |             |             |             |             |  |  |
| 교토          | 2         | 1           |             |             |             |             | 1           |             |             |             |             |             |             |  |  |
| 미에          | 1         |             | 1           |             |             |             |             |             |             |             |             |             |             |  |  |
| 미야기        | 1         |             | 1           |             |             |             |             |             |             |             |             |             |             |  |  |
| 미야자키      | 1         |             | 1           |             |             |             |             |             |             |             |             |             |             |  |  |
| 나가노        | 1         |             | 1           |             |             |             |             |             |             |             |             |             |             |  |  |
| 나가사키      | 1         | 1           |             |             |             |             |             |             |             |             |             |             |             |  |  |
| 나라          | 1         | 1           |             |             |             |             |             |             |             |             |             |             |             |  |  |
| 니가타        | 1         |             | 1           |             |             |             |             |             |             |             |             |             |             |  |  |
| 오이타        | 1         |             | 1           |             |             |             |             |             |             |             |             |             |             |  |  |
| 오키나와      | 1         |             |             |             |             |             |             |             |             |             |             |             | 1           |  |  |
| 오카야마      | 1         | 1           |             |             |             |             |             |             |             |             |             |             |             |  |  |
| 오사카        | 4         |             |             |             | 1           | 1           | 2           |             |             |             |             |             |             |  |  |
| 사가          | 1         | 1           |             |             |             |             |             |             |             |             |             |             |             |  |  |
| 사이타마      | 4         | 1           | 1           | 1           | 1           |             |             |             |             |             |             |             |             |  |  |
| 시가          | 1         | 1           |             |             |             |             |             |             |             |             |             |             |             |  |  |
| 시즈오카      | 2         | 1           |             | 1           |             |             |             |             |             |             |             |             |             |  |  |
| 도치기        | 1         | 1           |             |             |             |             |             |             |             |             |             |             |             |  |  |
| 도쿠시마–고치 | 1         |             |             |             |             |             |             |             |             |             |             |             | 1           |  |  |
| 도쿄          | 7         | 1           | 1           | 2           | 1           | 1           |             | 1           |             |             |             |             |             |  |  |
| 돗토리–시마네 | 1         | 1           |             |             |             |             |             |             |             |             |             |             |             |  |  |
| 도야마        | 1         |             |             | 1           |             |             |             |             |             |             |             |             |             |  |  |
| 와카야마      | 1         |             |             |             |             |             |             |             |             |             |             |             | 1           |  |  |
| 야마가타      | 1         |             |             |             |             |             |             |             |             |             |             |             | 1           |  |  |
| 야마구치      | 1         | 1           |             |             |             |             |             |             |             |             |             |             |             |  |  |
| 야마나시      | 1         |             |             | 1           |             |             |             |             |             |             |             |             |             |  |  |
| 전국비례구    | 50        | 12          | 7           | 7           | 7           | 4           | 4           | 2           | 3           | 2           | 1           | 1           |             |  |  |
| 총합          | 125       | 39          | 22          | 17          | 14          | 8           | 7           | 3           | 3           | 2           | 1           | 1           | 8           |  |  |

## 선거 이후 반응
선거 이후 일본보수당은 당의 정당 요건인 두 석과 전국 선거에서 5% 이상 득표율을 모두 충족했다. 국민민주당과 참정당은 선거 결과 의석수가 크게 늘었다. 이시바 시게루는 자신의 입장을 유지하고 사임하지 않겠다는 의사를 밝혔다. 또한 역대 최다인 42명의 여성 의원이 당선되어 2020년 35명을 넘어섰지만, 전체 의석에서 여성의 비율은 29.1%로 정부의 목표치인 35%에는 미치지 못했다.

### 자유민주당
2025년 7월 20일 JST 20시에 투표가 마감된 직후, 집권 자민당 당원은 이시바 시게루가 당 대표직을 유지해야 하는지에 대해 논의했으며, 전 총리이자 현 자민당 의원인 아소 다로는 이시바가 총리직을 유지하는 것을 "받아들일 수 없다"고 선언했다.
이시바는 선거 후 기자회견에서 자민당이 "국민으로부터 매우 가혹한 심판을 받았다"고 말하며, 패배의 원인을 "정치 개혁, 인플레이션, [그리고] 외국인 관련 문제"와 "유권자들에게 날카롭고 영향력 있는 정책을 제시하지 못한 것"으로 돌렸다. 이시바는 또한 "이번 선거 결과에 대한 막중한 책임"을 느낀다고 말했지만, "정치가 교착 상태에 빠지지 않도록 국가와 국민에 대한 의무를 계속 수행해야 한다"며 사임 계획이 없다고 밝혔다.
2025년 7월 23일, 마이니치 신문과 산케이 신문은 이시바가 제80회 종전기념일 이후 8월 말에 총리직과 자민당 총재직에서 공식적으로 사임할 계획이라고 보도했다. 지지통신은 익명의 자민당 고위 간부가 이시바가 8월 선거 결과에 대한 당의 검토가 완료된 후 물러날 것이라고 시사했다고 보도했다. 그러나 이시바는 같은 날 자민당 본부 기자회견에서 해당 보도를 부인했다.

### 입헌민주당
7월 21일 기자회견에서 입헌민주당 대표 노다 요시히코는 "17일간의 치열한 선거 운동"을 마친 후 지지자들에게 감사를 표했다. 그는 효과적인 야권 연대를 통해 단일 의석 선거구에서 18승을 거둔 것을 강조하며, 유권자들이 집권당에 대한 불만을 분명히 표명했다고 밝혔다. 앞으로 그는 임시 휘발유세 폐지를 포함한 구체적인 정책 제안을 실현하기 위해 다른 정당들과 협력할 것을 약속하며 "중의원과 참의원 제2당으로서 실질적인 권한을 가진다는 전제하에 다른 야당들과 단결할 것을 촉구하겠다"고 말했다.
이시바 총리가 사임할 수 있다는 소문에 대해 노다는 7월 23일 언론에 이시바가 사임 시기를 명확히 지정할 수 있다면 "야당 간의 논의가 더 신속하게 진행될 수 있을 것"이라고 말했다.
7월 30일, 니가타현에서 가뭄 피해 논을 둘러본 후 노다는 이시바의 사임을 요구하는 목소리가 있다면 "사사카와 히로요시 농림수산성 부대신이 먼저 사임해야 한다"고 말했다. 그는 자민당이 국민에게 영향을 미치는 실제 문제를 등한시하고 당내 정치적 투쟁에 집중하고 있다고 비판했다. 노다는 현 시점에서 정당들은 정치적 내분보다 재난 대응과 국민의 생계를 우선시해야 한다고 강조했다.

### 국민민주당
2025년 7월 21일 저녁 투표 개표 기자회견에서 국민민주당 대표 다마키 유이치로는 당이 이번 선거에서 16석을 확보했다고 발표했다. 재선거 대상이 아닌 의석을 포함하면 당은 현재 21석을 보유하고 있으며, 이는 참의원에서 예산 법안을 제안할 수 있는 충분한 의석수이다.
다마키는 유권자들이 높은 실질 임금을 폭넓게 희망하고 있음을 지적했다. 그러나 소득 공제 한도 인상, 임시 휘발유세 폐지 등 이전에 합의되었던 정책들은 전혀 이행되지 않았다. 대신 정부는 일회성 현금 지급을 택해 정책 불균형을 드러냈다.
다마키는 국민민주당이 자민당과 입헌민주당 모두의 대안으로 자리매김했으며, 특히 실용적인 중도 개혁을 옹호함으로써 노동 연령층과 젊은 유권자들에게 호소했다고 강조했다. 그는 "정당 소속에 관계없이 정책 목표를 공유하는 모든 집단과 협력할 것이다. 중요한 것은 누구와 협력하는지가 아니라 무엇을 이룰 수 있는지이다"라고 말했다.
7월 22일, 다마키는 국민민주당이 최종적으로 17석을 확보하여 참의원에서 세 번째로 큰 정당이 되었다고 발표했다. 그는 당의 선거 공약을 완전히 이행하고 유권자들의 기대에 부응할 것을 약속했다.
선거 후 이시바 총리의 사임을 요구하는 목소리가 높아지는 가운데, 다마키는 국회 인터뷰에서 이시바의 계속된 재임 주장을 이해할 수 없으며, 이는 선거 결과를 부인하는 것과 같다고 비유했다. 그는 행정부가 국민민주당과 맺은 정책 합의를 존중하지 않고, 지나치게 폐쇄적이며 여론과 단절된 의사 결정을 내리고 있다고 비판했다. 다마키는 "우리는 약속을 지키지 않는 정부와 협력하지 않을 것"이라고 단호하게 선언했다.

### 공명당
7월 21일 투표 마감 후, 공명당 대표 사이토 데쓰오는 당 본부 기자회견에서 당이 희망했던 14석을 유지하지 못했음을 인정했다. 그는 결과에 대해 강한 책임감을 표명하며, 선거 전략과 풀뿌리 조직 활동에 대한 전면적인 검토가 필요하다고 밝혔다. 그는 자신의 직책을 유지할 의사가 있는지 여부는 밝히지 않았다.
7월 24일 당 내부 회의에서 사이토는 당내 유능한 인물들을 잃은 것에 대해 책임을 인정하며 다시 한번 공식적으로 사과했다. 그는 당원들로부터 광범위한 의견을 수렴하고 전국적인 협의를 시작하여, 그가 "새로운 공명당"이라고 부르는 내부 개혁을 추진하고 재건할 것을 약속했다.
7월 31일 공명당 집행부 회의에서 사이토는 8월까지 선거 결과에 대한 전면적인 검토를 완료하고, 9월에는 당의 재건 계획을 발표할 것이라고 밝혔다.
7월 21일 이시바 총리와 회동한 후 사이토는 국가적 위기 해결의 관점에서 공명당이 이시바 행정부와 협력을 계속하기를 희망한다고 밝혔다. 그는 참의원 선거에서 장학금 세금 감면이라는 공명당의 최우선 정책을 실현하기 위해 자유민주당과 협력하는 것이 중요하다고 강조했다. 그는 "자민당이 이를 달성하는 데 진정한 연립 파트너로서 행동하기를 바란다"며, 특히 정책 및 국제 협상 문제에서 공명당이 집권 연합의 일원으로 남을 의지를 재확인했다.
이시바의 사임에 대한 자민당 내부의 추측에 대해 사이토는 7월 25일 기자회견에서 자민당이 이시바를 지지하고 미국과의 관세 협상을 추진하기 위한 통일된 구조를 형성해야 한다고 말했다. 미국-일본 무역에 대한 초당적 회담이 계속되면서 그는 이시바가 트럼프 대통령과 직접 만나 합의를 확정할 것을 촉구했다.

### 일본유신회
2025년 7월 20일 오사카 개표소 기자회견에서 일본유신회 대표 요시무라 히로후미는 오사카에서 2석을 유지한 것을 제외하고 당의 전국적 성과가 "심각했다"고 인정하며, 광범위한 조직 재건의 필요성을 시사했다. 다음 날 언론 인터뷰에서 그는 입헌민주당과의 어떤 연합도 부인했지만, 임시 휘발유세 폐지와 같은 구체적인 입법 제안을 추진하기 위해 다른 야당 세력과의 신속한 협력을 촉구했다.
7월 31일, 양원 일본유신회 의원 총회에서 마에하라 세이지 공동대표는 당의 실망스러운 7석 확보 결과에 따라 요시무라 공동대표에게 공식적으로 사표를 제출했다고 발표했다. 그는 8월 중순에 포괄적인 선거 후 보고서가 제출될 것이라고 밝혔다. 마에하라는 상원 다수 의석 상실을 감안할 때 야당 세력 간 정책 조율을 강화하고 새로운 연합 체제를 모색하는 것이 중요하다고 강조했다. 그는 당의 부진한 성과에 대해 전적인 책임을 지고, 미래의 도전에 더 잘 대비하기 위해 내부 정책 및 조직 구조를 검토할 것을 약속했다.
요시무라는 당 대표직에 대한 질문에 즉시 사임할 의사가 없다고 단호하게 답했다. 그는 지도부 선거 개최 여부에 대한 모든 결정은 전자 투표를 통해 이루어질 것이라고 덧붙였다.
이시바 총리의 사임 가능성에 대한 추측에 대해 요시무라는 오사카에서 언론에 최종 결정은 이시바 본인에게 달려 있지만, "자민당은 중의원과 참의원 모두에서 과반수를 확보하지 못했으며, 당 내에서 사임을 요구하는 목소리가 커지고 있다는 것은 현 행정부가 효과적으로 통치할 능력을 상실했음을 나타낸다"고 말했다. 그는 "정책 추진 능력을 상실한 집권당은 더 이상 공익에 봉사하지 않는다"고 덧붙였다. 요시무라는 일본유신회가 이시바 정부와 연립하지 않고, 대신 선거 공약 실현을 보장하기 위해 사안별 정책 입장을 취할 것이라고 재확인했다.
마에하라 공동대표는 BS 일본 프로그램 '라이브 리포트: 내부와 외부'에서 이시바가 중의원, 도쿄도, 참의원 선거에서 연달아 패배했다고 밝혔다. 그는 이시바가 "선거에서 이길 수 없는" 인물이라는 평판을 얻었으며, 당내 결속력이 부족하여 직책을 계속 수행하기 어렵다고 말했다. 마에하라는 그에게 즉시 사임할 것을 촉구했다. 그는 또한 자신과 요시무라가 이시바 행정부와 어떤 종류의 연립도 형성하지 않기로 합의했다고 확인했다.

## 내용주
1. ↑  함께 만드는 당: 0.3%; 기타: 1.4%
2. 1 2 3 4  트렌드 조사
3. ↑  미결정: 37%; 없음: 3.8%
4. ↑  함께 만드는 당: 0.1%; 기타: 0.5%
5. ↑  미결정: 40.3%; 없음: 4.1%
6. ↑  함께 만드는 당: 0.1%; 기타: 0.7%
7. ↑  미결정/무응답: 35.8%; 없음: 1.5%
8. ↑  함께 만드는 당: 0.2%; 기타: 0.2%
9. ↑  미결정/무응답: 31.4%; 없음: 5%
10. ↑  함께 만드는 당: 0.1%; 기타: 1.7%
11. ↑  함께 만드는 당: 1.1%; 기타: 0.2%
12. ↑  미결정/무응답: 32.1%; 없음: 4.3%
13. ↑  함께 만드는 당: 0.3%; 기타: 0.4%
14. ↑  미결정/무응답: 29.1%; 없음: 8.3%
15. ↑  함께 만드는 당: 0.3%; 기타: 1.8%
16. ↑  함께 만드는 당: 0.4%; 기타: 0.3%
17. ↑  미결정/무응답: 33.9%; 없음: 3.7%
18. ↑  미결정/무응답: 31.6%; 없음: 6.2%
19. ↑  미결정/무응답: 29.5%; 없음: 3.4%
20. ↑  함께 만드는 당: 0.5%; 기타: 3%
21. ↑  미결정/무응답: 36.6%; 없음: 7.6%
22. ↑  미결정/무응답: 33.1%; 없음: 2.6%
23. ↑  함께 만드는 당: 0.1%; 기타: 0.3%
24. ↑  미결정/무응답: 31%; 없음: 3.4%
25. ↑  함께 만드는 당: 1%
26. ↑  함께 만드는 당: 0.4%; 기타: 1.9%
27. ↑  함께 만드는 당: 0.5%; 기타: 0.2%
28. ↑  함께 만드는 당: 0.1%; 기타: 0.3%
29. ↑  함께 만드는 당: 0.2%; 기타: 1.8%
30. ↑  함께 만드는 당: 0.3%; 기타: 1.0%
31. ↑  함께 만드는 당: 0.7%; 기타: 1.4%
32. ↑  선거 투표율.